# دوآب کجور
دواب کجور، روستایی است از توابع بخش کجور شهرستان نوشهر در استان مازندران ایران.

## جمعیت
این روستا در دهستان پنجک‌رستاق قرار دارد و براساس سرشماری مرکز آمار ایران در سال ۱۳۸۵، جمعیت آن ۶۷ نفر (۱۹خانوار) بوده‌است. مردم دواب کجور از قومیت طبری هستند. مردم دواب کجور به زبان طبری با گویش کجوری سخن می‌گویند.